# Église Saint-Michel de Villesèque
L'église Saint-Michel est une église catholique située à Villesèque, en France.

## Localisation
L'église est située dans le département français du Lot sur le territoire de la commune de Villesèque.

## Historique
Cette église paroissiale a été érigée au XVIIe siècle à l’emplacement d’un édifice antérieur sur lequel il n'y a aucun document. Elle a été construite pendant l'épiscopat d'Alain de Solminihac (1636-1659) qui a relevé de la ruine toutes les églises laissées à l'abandon et a imposé le catholicisme rigoureux de la Contre-Réforme. 
L'édifice a été inscrit au titre des monuments historiques le 11 octobre 1963.

## Description
Le plan de l'église est simple, avec une nef à travée unique, un chœur pentagonal cantonné par deux chapelles et une sacristie. Une tourelle d’escalier polygonale contre l’angle de la nef permet de desservir le clocher-mur sur la façade occidentale. Le couvrement de l'église est fait de voûtes sur croisée d’ogives.

## Mobilier
L'église a reçu un ensemble exceptionnel de boiseries du XVIIe siècle, avec un retable majeur dans le chœur, classé au titre d'objet en 1907, deux retables secondaires installés dans les chapelles latérales classés au titre objet en 1910, trois clôtures, une chaire, un siège pour le desservant ainsi qu’une porte de baptistère classée au titre objet en 1992.